# Decreto ministeriale 2 aprile 1968, n. 1444
Il decreto interministeriale 2 aprile 1968, n. 1444 è una norma che detta i limiti e le regole in materia urbanistica in Italia. 
Le disposizioni sono inderogabili e devono pertanto esser rispettate dai Piani Regolatori Generali di ciascun comune italiano così come sono oppure restringendo ulteriormente i limiti forniti.

## Contenuto
Tra le norme più note ivi contenute si ricordano quelle relative alla definizione delle Zone Territoriali Omogenee e ai limiti di altezza e distanza tra fabbricati.Il decreto riveste particolare importanza per via della cogenza delle norme ivi contenute ai fini della redazione degli strumenti urbanistici (Piano regolatore generale, Piani particolareggiati e regolamenti urbanistici). L'articolo 17 della legge 6 agosto 1967, n. 765, infatti, impone ai Comuni il rispetto dei limiti definiti in questo decreto ministeriale. Per i soggetti privati, invece, esso riveste notevole importanza dal momento che, assieme ai Piani Regolatori Generali e alle altre leggi e regolamenti comunali e regionali in materia urbanistica, è utilizzato nella redazione dei Piani di lottizzazione convenzionata.
L'art. 30, comma 1, lettera a della legge 9 agosto 2013, n. 98 - di conversione del decreto legge 21 giugno 2013, n. 69 - ha successivamente introdotto per le regioni italiane la possibilità di introdurre "disposizioni derogatorie" al DM del 1968 nei limiti ivi stabiliti.

### Zone territoriali omogenee (ZTO)
Il decreto ministeriale contiene le definizioni delle zone territoriali omogenee A, B, C, D, E ed F:
- A) zone di particolare valore storico, artistico o ambientale o zone contenenti porzioni di aree di questo tipo qualora esse siano da considerarsi parte integrante;
- B) zone totalmente o parzialmente edificate diverse da A);
- C) zone di espansione, destinate a nuovi complessi insediativi;
- D) zone destinate a impianti industriali e simili;
- E) zone destinate a usi agricoli, escluse le aree agricole in cui il frazionamento porterebbe a insediamenti da considerare zona C);
- F) zone destinate a ospitare attrezzature e impianti di interesse generale.

### Rapporti massimi tra spazi residenziali
Nell'articolo 3 sono garantiti inderogabilmente, per ogni abitante e per ogni zona residenziale, indipendentemente dal tipo di ZTO, 18 m² di spazi pubblici destinati alle attività collettive, a verde pubblico o a parcheggi con esclusione degli spazi destinati alle sedi viarie.
I 18 m²/ab sono così ripartiti:
- a) 4,50 m²/ab di aree per l'istruzione: asili nido, scuole materne e scuole dell'obbligo;
- b) 2,00 m²/ab di aree per attrezzature di interesse comune: religiose, culturali, sociali, assistenziali, sanitarie, amministrative, per pubblici servizi (uffici P.T., protezione civile, ecc.) ed altre;
- c) 9,00 m²/ab di aree per spazi pubblici attrezzati a parco e per il gioco e lo sport, effettivamente utilizzabili per tali impianti con esclusione di fasce verdi lungo le strade ;
- d) 2,50 m²/ab di aree per parcheggi (in aggiunta alle superfici a parcheggio previste dall'art. 18 della legge n. 765): tali aree - in casi speciali - potranno essere distribuite su diversi livelli.

### Variazioni e ampliamenti dei rapporti massimi per ZTO A, B, C, E ed F
Per le zone residenziali, il rapporto massimo di 18 m²/ab definito nell'art. 3 e le ripartizioni sono soggetti a variazioni e a ulteriori misure specifiche relative al tipo di ZTO. L'articolo 4 definisce variazioni e ampliamenti per le ZTO di tipo A, B, C, E ed F (zone non industriali).

### Spazi pubblici e parcheggi per insediamenti di carattere commerciale e direzionale
Per gli insediamenti di carattere commerciale e direzionale, a 100 m² di superficie lorda di pavimento di edifici previsti, deve corrispondere la quantità minima di 80 m² di spazio, escluse le sedi viarie, di cui almeno la metà destinata a parcheggi (in aggiunta a quelli di cui all'art. 18 della legge n. 765); tale quantità, per le zone A e B, è ridotta alla metà, purché siano previste adeguate attrezzature integrative.

### Rapporti massimi tra spazi destinati agli insediamenti produttivi e di pubblica utilità
L'articolo 5 definisce il rapporto massimo tra gli spazi destinati agli insediamenti produttivi e gli spazi pubblici destinati alle attività collettive, a verde pubblico o a parcheggi e si riferisce agli insediamenti delle ZTO di tipo D (zone industriali). Diversamente dal rapporto massimo relativo agli insediamenti abitativi (espresso in m²/ab), il rapporto massimo relativo agli insediamenti produttivi è definito in questo caso come percentuale minima di spazi pubblici o riservati di cui sopra rispetto alla superficie totale destinata agli insediamenti produttivi. La percentuale minima definita all'articolo 5 è pari al 10%. L'uso del valore in percentuale è dovuto al fatto che le zone industriali (D) non possiedono solitamente una popolazione residente e in ogni caso la popolazione residente sarebbe in tal caso insufficiente oppure non idonea a definire la quantità di spazi pubblici in questione.

### Limiti di densità edilizia
I limiti di densità edilizia sono definiti per zona territoriale omogenea. 
Per le zone A, nelle operazioni di risanamento conservativo e altre trasformazioni conservative, le densità edilizie territoriali e fondiarie non debbono superare quelle preesistenti, computate senza tener conto delle soprastrutture di epoca recente prive di valore storico-artistico; per le eventuali nuove costruzioni ammesse, la densità fondiaria non deve superare il 50% della densità fondiaria media della zona e, in nessun caso, i 5 m³/m²;
Per le zone B, le densità territoriali e fondiarie sono stabilite in sede di formazione degli strumenti urbanistici (Piano Regolatore Generale e Regolamenti urbanistici comunali e regionali) tenendo conto delle esigenze igieniche, di decongestionamento urbano e delle quantità minime che derivano dai rapporti minimi di spazi pubblici e riservati di cui sopra.
Qualora le previsioni di piano consentano trasformazioni per singoli edifici mediante demolizione e ricostruzione, non sono ammesse densità fondiarie superiori ai seguenti limiti:
- 7 m³/m² per comuni superiori ai 200.000 abitanti;
- 6 m³/m² per comuni tra 200.000 e 50.000 abitanti;
- 5 m³/m² per comuni al di sotto dei 50.000 abitanti.

Gli abitanti sono riferiti alla situazione del Comune alla data di adozione del piano.
Sono ammesse densità superiori ai predetti limiti quando esse non eccedano il 70% delle densità preesistenti.
Per le zone C, i limiti di densità edilizia territoriale risulteranno determinati dalla combinata applicazione delle norme relative ai rapporti minimi di cui sopra e di quelle relative ai limiti di altezza e distanza tra edifici degli articoli 8 e 9, nonché dagli indici di densità fondiaria che dovranno essere stabiliti in sede di formazione degli strumenti urbanistici, e per i quali non sono posti specifici limiti.
Per le zone E, è prescritta per le abitazioni la massima densità fondiaria di 0,03 m³/m².

### Limiti di altezza degli edifici
Per quanto riguarda gli edifici nelle zone A, gli interventi di restauro su edifici non possono portare a un edificio di altezza maggiore dell'edificio preesistente, fatta eccezione per il caso di soprastrutture aggiunte alle antiche. Per le eventuali trasformazioni o nuove costruzioni che risultino ammissibili, l'altezza massima di ogni edificio non può superare quella degli edifici circostanti di carattere storico o artistico.
Nelle zone B, l'altezza massima dei nuovi edifici non può superare l'altezza degli edifici preesistenti e circostanti, con l'eccezione di edifici che formino oggetto di piani particolareggiati o lottizzazioni convenzionate con previsioni pianovolumetriche, sempre che rispettino i limiti di densità fondiaria di cui all'art. 7.
Per quanto riguarda gli edifici ricadenti in zone C, che siano contigue o in diretto rapporto visuale con zone del tipo A, le altezze massime dei nuovi edifici non possono superare altezze compatibili con quelle degli edifici delle zone A predette.
Per gli edifici ricadenti in altre zone, le altezze massime sono stabilite dagli strumenti urbanistici (quali il Piano Regolatore Generale e i Regolamenti urbanistici comunali e regionali) in relazione alle norme sulle distanze tra i fabbricati.

### Limiti di distanza tra gli edifici
I limiti di distanza tra edifici sono stabiliti nello specifico per le zone A e C. Per le zone A (zone di interesse storico, artistico o ambientale) la distanza non può essere inferiore a quella degli edifici preesistenti senza considerare costruzioni di epoca recente e prive di valore storico, artistico o ambientale.
Per le zone C, la distanza minima tra due pareti entrambe dotate di finestre di edifici antistanti deve essere non inferiore all'altezza del fabbricato più alto. La norma si applica anche quando solo una delle due pareti è dotata di finestre, qualora gli edifici si fronteggino per uno sviluppo superiore a 12 metri.
Per le altre zone, la distanza minima tra una parete dotata di finestre di un edificio e una parete di un edificio antistante è pari a 10 metri.
Distanze minime tra edifici sono previste anche nel caso in cui tra i due edifici è interposta una strada. La distanza minima in questo caso è pari alla lunghezza della sede stradale più:
- 5 metri per lato, per strade di larghezza inferiore a 7 metri;
- 7,5 metri per lato, per strade di larghezza compresa tra 7 metri e 15 metri;
- 10 metri per lato, per strade di larghezza superiore a 15 metri.

Per gli edifici ricadenti in zona C, se la distanza minima così ricavata per i casi in cui è interposta una strada risulta inferiore all'altezza del fabbricato più alto, si prende come valore di distanza minima quello dell'altezza del fabbricato più alto.
Sono ammesse distanze inferiori a quelle indicate, nel caso di gruppi di edifici che formino oggetto di piani particolareggiati o lottizzazioni convenzionate con previsioni pianovolumetriche.